# Konrad Laimer
Konrad Laimer (* 27. května 1997 Salcburk) je rakouský profesionální fotbalista, který hraje na pozici středního záložníka za německý klub FC Bayern Mnichov a za rakouský národní tým.

## Klubová kariéra

### Red Bull Salzburg
Laimer hrál v mládí v akademii rakouského Red Bullu Salzburg. Od roku 2014 pak začal nastupovat jak za rezervní tým Red Bullu, tak za A-tým. Svůj profesionální debut odehrál 2. května 2014 v utkání Erste Lize proti týmu SV Horn. Svůj debut za A-tým odehrál 18. září v utkání nejvyšší rakouské ligy proti Rapidu Vídeň. Svůj první profesionální gól vstřelil 20. dubna 2016 v utkání ÖFB-Cupu proti Austrii Vídeň. Zároveň v tomto utkání také poprvé vstřelil dva góly v jednom zápase.
V A-týmu Red Bullu odehrál napříč soutěžemi 77 utkání, ve kterých vstřelil 8 gólů, ke kterým přidal 6 asistencí.

### RB Leipzig
V červenci 2017 přestoupil za 7 milionů eur do německého klubu RB Leipzig, který má stejného majitele jako klub ze Salcburku, tedy rakouskou společnost Red Bull. První zápas za nový klub odehrál 13. srpna v utkání německého poháru proti týmuDorfmerkingen. Svůj bundesligový debut pak odehrál o 6 dní později proti Schalke 04. V sezoně 2019/20 dopomohl Lipsku k historickému postupu do semifinále Ligy mistrů UEFA.
Před úvodem sezony 2020/21 si přivodil zraněni kotníku, kvůli kterému vynechal celou první polovinu sezony.

## Reprezentační kariéra
Laimer reprezentoval Rakousko v několika mládežnických kategoriích. V roce 2014 odehrál všechny utkání své reprezentace na Mistrovství Evropy do 19 let. O rok později pak také nastoupil ke všem utkáním své reprezentace na Mistrovství světa do 20 let.
Svůj debut za seniorskou reprezentaci odehrál 7. června 2019 v utkáni Kvalifikace Mistrovství Evropy proti reprezentaci Slovinska.

## Úspěchy a ocenění

### Klubové

#### Red Bull Salzburg
- Rakouská fotbalová Bundesliga: 2014/15, 2015/16, 2016/17
- ÖFB-Cup: 2014/15, 2015/16, 2016/17

### Individuální
- Nejlepší hráč roku Red Bullu Salzburg: 2016/17